# Bandkabel

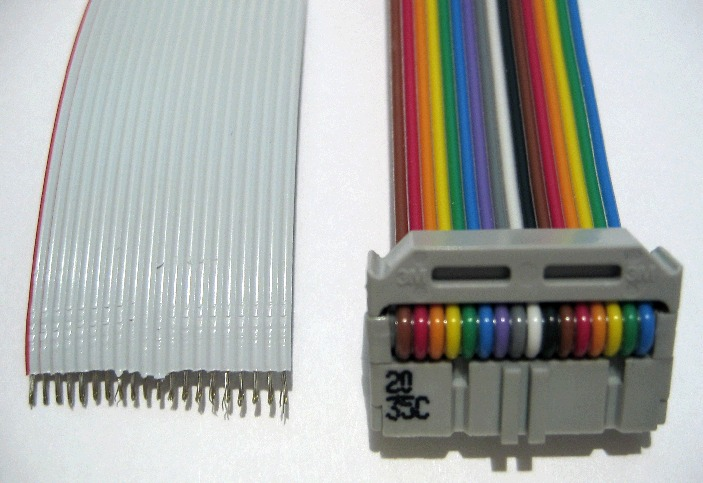
Bandkabel in twee soorten

Een bandkabel, ook wel lintkabel of platte kabel genoemd (Eng. flat cable of ribbon cable), is een plat soort kabel met meerdere aders. Aan het begin en het eind van de kabel kunnen connectoren zijn gemonteerd, waarmee de kabel bijvoorbeeld als verbinding tussen een apparaat en een moederbord kan worden bevestigd. Een bekende aansluiting die vaak gebruikmaakt van bandkabel is de IDE-aansluiting. Voor allerlei toepassingen zijn verschillende aantallen aders nodig.
Doorgaans wordt het type kabel van grijze, crèmewitte of beige kunststof gemaakt, waarbij de eerste ader met een afwijkende kleur (bijvoorbeeld felrood of zwart) wordt gemarkeerd. Er bestaan echter ook varianten waarin iedere ader een eigen kleur heeft, met dezelfde kleurenreeks als gebruikt voor het coderen van weerstanden; deze worden regenboogkabel genoemd. Als er meer aders zijn dan de 10 kleuren, dan wordt het kleurenpatroon herhaald.

## FFC

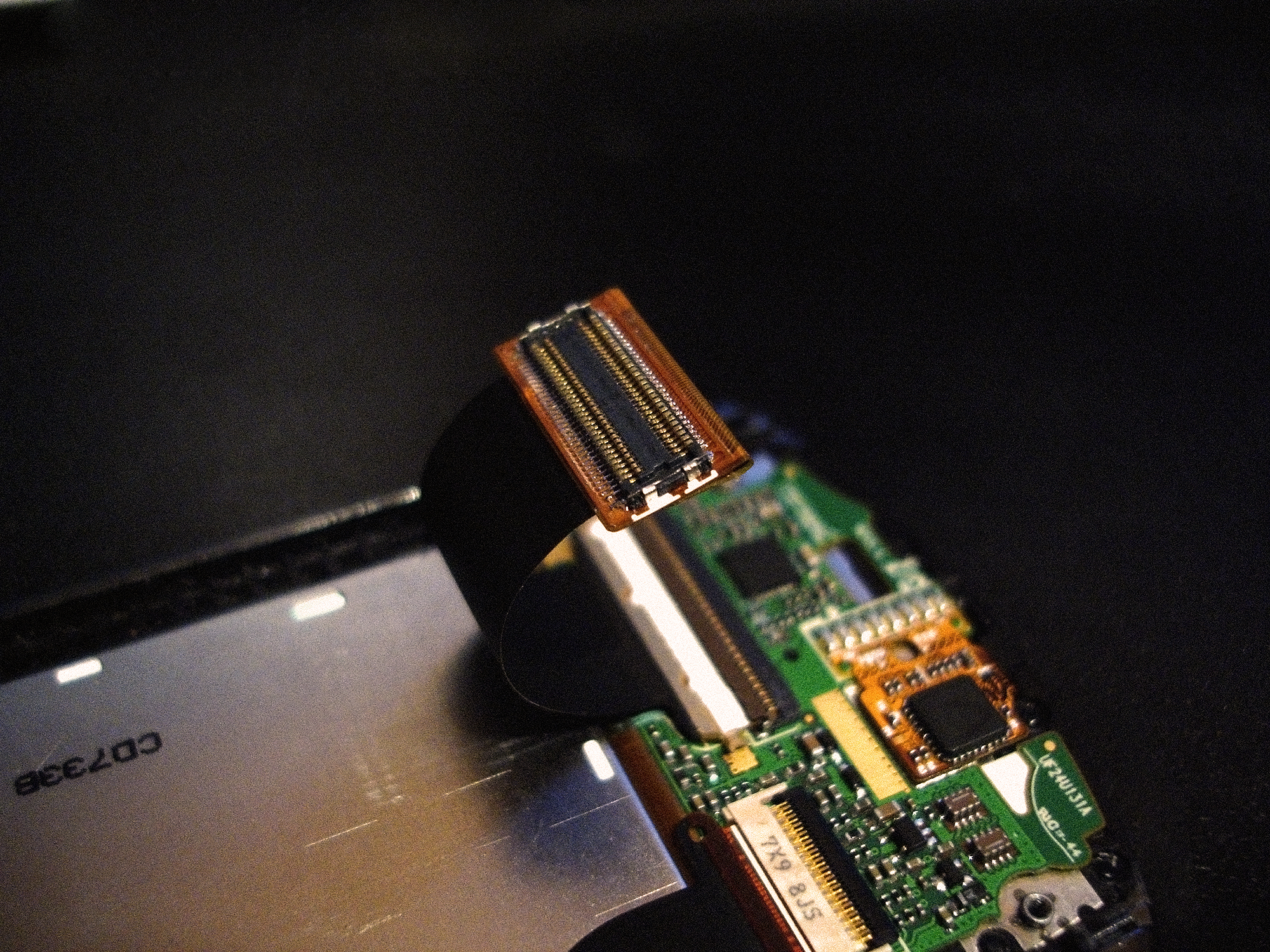
De FFC, inclusief connectoren, van de Samsung SGH-U700 mobiele telefoon.

De bandkabel wordt ook wel aangeduid als de FFC (flexible flat cable). Onder dit begrip vallen theoretisch alle kabels die zowel flexibel als plat zijn.
Met de term FFC wordt echter voornamelijk verwezen naar de miniatuurversie van de bandkabel. Deze variant bestaat vaak uit een dun plastic oppervlak, waar zich kleine metalen geleiders op bevinden. De variant wordt vooral gebruikt in elektronica waar de onderdelen zo compact mogelijk in de behuizing zitten, zoals mobiele telefoons en laptops.